# Jonathan Legear
Jonathan Legear (Liegi, 13 aprile 1987) è un ex calciatore belga, di ruolo attaccante.

## Palmarès

### Club

#### Competizioni nazionali
- Campionato belga: 3

Anderlecht: 2005-2006, 2006-2007, 2009-2010
- Coppa del Belgio: 1

Anderlecht: 2007-2008
- Supercoppa del Belgio: 3

Anderlecht: 2006, 2007, 2010